# Pavao I Šubić Bribirski
Pavao Šubić Bribirski (död 1 maj 1312) var en kroatisk ledare och medlem i adelsfamiljen Šubić. Pavao var den mäktigaste kroatiska adelsmannen i slutet av 1200-talet och början av 1300-talet. 
Pavaos födelsedatum är okänt och han omnämns första gången 1272. Pavao höll titeln greve (eller župan) av Bribir, varifrån han tog sitt namn, Bribirski (svenska: av Bribir).
Pavao blev ban över Kroatien 1273 och regerade till sin död. Han återförenade stora delar av Dalmatien och Slavonien, som en gång regerats av en kroatisk kung, och sedan 1299 även Bosnien till floden Drava. Även om han inte lät kröna sig till kung så regerade han de facto som ensam härskare över dessa områden. Han slog även sina egna mynt. Pavao tog titeln Herre över hela Bosnien (totius Bosniae dominus).
Under inbördeskriget mellan kungahusen Árpád och Anjou över Ungerns och Kroatiens kungakrona, gav Pavao sitt stöd till Karl I Robert av Ungern. Karl I belönade honom 1292 och gjorde honom till herre över allt land mellan floderna Gvozd och Neretva. I Dalmatien utnämnde han sina bröder till ställföreträdare i de dalmatinska städerna. Han gav Split till sin bror Mladen och Šibenik, Nin, Trogir och Omiš till sin bror Juraj. 
I kriget mot Venedig erövrade Pavao staden Zadar 1311. Detta var då han stod på höjden av sin makt. Hans bror Mladen efterträdde honom som ban över Kroatien.